# تومي وارد
تومي وارد (بالإنجليزية: Tommy Ward)‏ (6 أغسطس 1917 في المملكة المتحدة - 1 يناير 1992 في المملكة المتحدة) هو لاعب كرة قدم بريطاني (وحمل سابقاً جنسية المملكة المتحدة لبريطانيا العظمى وأيرلندا) في مركز الهجوم. لعب مع شيفيلد وينزداي وكروك تاون ‏ ودارلينجتون إف سى.